# Sherborne House
Sherborne House est un monument classé de Grade I à Newland, Sherborne, Dorset.

## Histoire
Sherborne House est construite vers 1720 pour Henry Seymour Portman comme maison à mi-chemin entre ses propriétés du Somerset (Orchard Portman) et du Dorset (Bryston). John Hutchins dans son History of Dorset rapporte que la maison a été conçue par « Mr Bastard of Sherborne » (Benjamin Bastard), mais, étant donné la date de sa construction, il est plus probable que la société Bastard de Blandford Forum n'a fourni que les menuiseries intérieures. Michael Hill dans l'édition Dorset de The Buildings of England suggère que James Thornhill pourrait avoir été l'architecte. La maison, qui comprend une aile nord du XVIe siècle, est haute de trois étages et large de sept travées à moellons de pierre et de briques avec un toit en ardoise. L'escalier présente une peinture murale peinte un an ou deux après l'achèvement de la maison par James Thornhill, qui représente les personnages mythologiques grecs Meleager, Atalanta et la chasse au sanglier de Calydon.
Après le décès en 1728 d'Henry Seymour Portman, Sherborne House est achetée par Francis Seymour, député, et à partir de 1799, elle appartient à la famille Toogood. Le 25 juillet 1816, Sherborne House est achetée par Edward Digby, 2e comte Digby pour 2 000 £. De 1824 à 1849, la maison est occupée sous bail par le banquier Samuel Pretor. En 1850, elle est louée par l'agent d'acteurs récemment retraité William Charles Macready ; son ami l'architecte de Plymouth George Wightwick (en) l'adapte pour la famille. Macready quitte Sherborne en 1861 et le bail est repris par Robert Willmott, un tisseur de soie. Les locataires suivants sont le major Andrew Cathcart Bogle du 23e régiment d'infanterie, le général Julius Richard Glyn, le colonel Grant, le major DS Browne et le colonel C. Kindersley Porcher.
À la suggestion du gouverneur de l'école Littleton Charles Powys, en 1930, le comité de l'éducation du conseil du comté de Dorset approuve la reprise de bail pour l'école pour filles Lord Digby. L'école Lord Digby emménage à Sherborne House le 9 novembre 1931 et l'école est officiellement ouverte le 18 février 1932 par Mlle Lynda Grier, directrice de Lady Margaret Hall, Oxford. En 1962, un film pour HTV est réalisé sur la visite de John Betjeman à Sherborne et à l'école Lord Digby, intitulé « John Betjeman dans le comté de l'Ouest ». L'école Lord Digby quitte Sherborne House en 1992.